# Powhattan (Kansas)
Powhattan es una ciudad ubicada en el condado de Brown en el estado estadounidense de Kansas. En el año 2010 tenía una población de 77 habitantes y una densidad poblacional de 256,67 personas por km².

## Geografía
Powhattan se encuentra ubicada en las coordenadas 39°45′44″N 95°38′1″O / 39.76222, -95.63361 (39.762087, -95.633653).

## Demografía
Según la Oficina del Censo en 2000 los ingresos medios por hogar en la localidad eran de $21,500 y los ingresos medios por familia eran $29,167. Los hombres tenían unos ingresos medios de $28,542 frente a los $16,250 para las mujeres. La renta per cápita para la localidad era de $12,147. Alrededor del 12.1% de la población estaban por debajo del umbral de pobreza.